# Dobersberg (Dolna Austria)
Dobersberg – gmina targowa w Austrii, w kraju związkowym Dolna Austria, w powiecie Waidhofen an der Thaya. Według danych Austriackiego Urzędu Statystycznego liczyła 1 674 mieszkańców (1 stycznia 2014).